# Antoni Szymanowski
Antoni Jan Szymanowski (ur. 13 stycznia 1951 w Tomaszowie Mazowieckim) – polski piłkarz, występujący na pozycji obrońcy, reprezentant Polski, trener piłkarski.
Reprezentował barwy Wisły Kraków (mistrz Polski), Gwardii Warszawa oraz Club Brugge. Członek Klubu Wybitnego Reprezentanta. Z reprezentacją Polski dwukrotnie uczestniczył na mistrzostwach świata (1974 – 3. miejsce, 1978) oraz dwukrotnie w turnieju olimpijskim (1972 – złoty medal, 1976 – srebrny medal).

## Życiorys

### Kariera klubowa
Antoni Szymanowski karierę piłkarską rozpoczął w 1963 w juniorach Wisły Kraków, z którą w 1968 podpisał profesjonalny kontrakt, a 27 października 1968 w barwach tego klubu zaliczył debiut w rozgrywkach ekstraklasy (ówczesnej I ligi) w bezbramkowo zremisowanym meczu u siebie z GKS-em Katowice, zmieniając w 46. minucie Janusza Sputę. Z klubem dwukrotnie wygrywał swoją grupę w Pucharze Intertoto (1969, 1970). Po sezonie 1969/1970 oraz rozegraniu 41 meczów ligowych odszedł z klubu.
W latach 1970–1972 Antoni Szymanowski reprezentował barwy Gwardii Warszawa, w której rozegrał 24 mecze ligowe, po czym wrócił do Wisły Kraków, w której był jednym z najważniejszych zawodników. W 1973 z klubem wygrał grupę w Pucharze Intertoto. W 1975 został wyróżniony nagrodami: Piłkarza Roku oraz Złotym Butem w plebiscycie „Sportu”. W sezonie 1975/1976 zajął z klubem 3. miejsce w ekstraklasie, a w sezonie 1977/1978 zdobył mistrzostwo Polski oraz strzelił swoją jedyną bramkę w najwyższym polskim poziomie ligowym (26 listopada 1977 w zremisowanym 1:1 meczu u siebie z Widzewem Łódź, pokonując w 13 minucie bramkarza drużyny gości – Stanisława Burzyńskiego). Po tym sezonie oraz rozegraniu 160 meczów ligowych odszedł z klubu.
Następnie w latach 1978–1981 ponownie reprezentował barwy Gwardii Warszawa (39 meczów), potem belgijskiego klubu Eerste klasse – Club Brugge, z którym w sezonie 1982/1983 dotarł do finału Pucharu Belgii. Po sezonie 1983/1984 w wieku 33 lat zakończył piłkarską karierę. Łącznie w najwyższym poziomie ligowym w Polsce rozegrał 264 mecze ligowe, w których strzelił 1 bramkę, a w Eerste klasse wystąpił w 51 meczach ligowych.

### Kariera reprezentacyjna
W latach 1970–1980 w reprezentacji Polski rozegrał 82 mecze, w których strzelił 1 bramkę. Debiut zaliczył 22 lipca 1970 w Szczecinie w wygranym 2:0 meczu towarzyskim z reprezentacją Iraku. Ostatni mecz rozegrał 9 lipca 1980 w Bogocie w wygranym 1:4 meczu towarzyskim z Kolumbią.
W 1972 znalazł się w składzie reprezentacji Polski prowadzonej przez Kazimierza Górskiego na turniej olimpijski w Monachium. Drużyna wraz z nim w podstawowym składzie wygrała w finale 2:1 z Węgrami, zdobywając złoty medal.
17 października 1973 reprezentacja Polski po remisie 1:1 z reprezentacją Anglii na stadionie Wembley w Londynie po 36 latach awansowała na mistrzostwa świata. Na turnieju w 1974 w RFN, na którym Polacy zajęli 3. miejsce, Antoni Szymanowski był podstawowym zawodnikiem drużyny prowadzonej przez Kazimierza Górskiego, występując we wszystkich siedmiu spotkaniach.
W 1976 ponownie znalazł się w składzie reprezentacji Polski, nadal kierowanej przez Kazimierza Górskiego, na turniej olimpijski w Montrealu. W meczu ćwierćfinałowym z reprezentacją Korei Północnej wygranym przez Polskę 5:0 w 65. minucie strzelił bramkę na 4:0; była to jego jedyna bramka w reprezentacji. W finale reprezentacja Polski przegrała 3:1 z reprezentacją NRD i ostatecznie zdobyła srebrny medal, co uznano w kraju za porażkę; trener podał się następnie do dymisji.
W 1978 został powołany przez selekcjonera Jacka Gmocha na mistrzostwa świata w Argentynie, które polska drużyna zakończyła w drugiej rundzie po porażkach z Argentyną (2:0) i Brazylią (3:1) oraz zwycięstwie z Peru (0:1).

### Kariera trenerska
Po zakończeniu kariery piłkarskiej rozpoczął karierę trenerską. Był trenerem: Clepardii Kraków, Cracovii (1985–1986), CKS Czeladź (1987), reprezentację Polski U-16 i U-18 (1997–2002), koordynatorem ds. młodzieży w Wiśle Kraków (1998–2001), trenerem rezerw Wisły Kraków (2002–2004), Przeboju Wolbrom (2005–2008, asystentem trenera Górnika Zabrze (2008–2009) oraz ponownie trenerem Przeboju Wolbrom (2009).

## Życie prywatne
W 1974 ukończył V Liceum Ogólnokształcące dla Pracujących w Nowej Hucie. W 1988 uzyskał magisterium z wychowania fizycznego na Akademii Wychowania Fizycznego w Krakowie, był również nauczycielem tego przedmiotu w szkole.
W 1976 ożenił się z gimnastyczką sportową Wandą Werbiłowicz, trenującą w tym samym klubie. Mają troje dzieci: córki Paulinę i Agnieszkę oraz syna Grzegorza. Młodszy brat Henryk również był piłkarzem Wisły Kraków oraz reprezentantem Polski.

## Występy w reprezentacji
| Reprezentacja narodowa | Rok     | Występy | Gole |
| ---------------------- | ------- | ------- | ---- |
| Polska                 |         |         |      |
| 1970                   | 3       | 0       |      |
| 1971                   | 2       | 0       |      |
| 1972                   | 7       | 0       |      |
| 1973                   | 13      | 0       |      |
| 1974                   | 12      | 0       |      |
| 1975                   | 10      | 0       |      |
| 1976                   | 8       | 1       |      |
| 1977                   | 2       | 0       |      |
| 1978                   | 14      | 0       |      |
| 1979                   | 8       | 0       |      |
| 1980                   | 3       | 0       |      |
| Łącznie                | Łącznie | 82      | 1    |

| Mecze w reprezentacji | Mecze w reprezentacji | Mecze w reprezentacji | Mecze w reprezentacji | Mecze w reprezentacji | Mecze w reprezentacji |
| Lp.                   | Data                  | Miasto                | Przeciwnik            | Wynik                 | Rozgrywki             |
| --------------------- | --------------------- | --------------------- | --------------------- | --------------------- | --------------------- |
| 1.                    | 22 lipca 1970         | Szczecin              | Irak                  | 2:0 (0:0)             | Mecz towarzyski       |
| 2.                    | 6 września 1970       | Rostock               | NRD                   | 5:0 (1:0)             | Mecz towarzyski       |
| 3.                    | 22 października 1970  | Praga                 | Czechosłowacja        | 2:2 (0:2)             | Mecz towarzyski       |
| 4.                    | 27 listopada 1971     | Hamburg               | RFN                   | 0:0 (0:0)             | El. Euro 1972         |
| 5.                    | 8 grudnia 1971        | Izmir                 | Turcja                | 1:0 (0:0)             | El. Euro 1972         |
| 6.                    | 16 kwietnia 1972      | Stara Zagora          | Bułgaria              | 3:1 (0:1)             | El. LIO 1972          |
| 7.                    | 10 maja 1972          | Poznań                | Szwajcaria            | 0:0 (0:0)             | Mecz towarzyski       |
| 8.                    | 30 sierpnia 1972      | Ratyzbona             | Ghana                 | 4:0 (1:0)             | LIO 1972              |
| 9.                    | 1 września 1972       | Norymberga            | NRD                   | 2:1 (1:1)             | LIO 1972              |
| 10.                   | 3 września 1972       | Ratyzbona             | Dania                 | 1:1 (1:1)             | LIO 1972              |
| 11.                   | 6 września 1972       | Augsburg              | ZSRR                  | 2:1 (0:1)             | LIO 1972              |
| 12.                   | 8 września 1972       | Norymberga            | Maroko                | 5:0 (3:0)             | LIO 1972              |
| 13.                   | 13 maja 1973          | Warszawa              | Jugosławia            | 2:2 (1:1)             | Mecz towarzyski       |
| 14.                   | 16 maja 1973          | Wrocław               | Irlandia              | 2:0 (1:0)             | Mecz towarzyski       |
| 15.                   | 1 sierpnia 1973       | Toronto               | Kanada                | 1:3 (1:0)             | Mecz towarzyski       |
| 16.                   | 3 sierpnia 1973       | Chicago               | Stany Zjednoczone     | 0:1 (0:0)             | Mecz towarzyski       |
| 17.                   | 5 sierpnia 1973       | Los Angeles           | Meksyk                | 1:0 (0:0)             | Mecz towarzyski       |
| 18.                   | 8 sierpnia 1973       | Monterrey             | Meksyk                | 1:2 (0:0)             | Mecz towarzyski       |
| 19.                   | 10 sierpnia 1973      | San Francisco         | Stany Zjednoczone     | 0:4 (0:1)             | Mecz towarzyski       |
| 20.                   | 12 sierpnia 1973      | New Britain           | Stany Zjednoczone     | 1:0 (0:0)             | Mecz towarzyski       |
| 21.                   | 19 sierpnia 1973      | Warna                 | Bułgaria              | 2:0 (1:0)             | Mecz towarzyski       |
| 22.                   | 28 września 1973      | Chorzów               | Walia                 | 3:0 (2:0)             | El. MŚ 1974           |
| 23.                   | 10 października 1973  | Rotterdam             | Holandia              | 1:1 (1:1)             | Mecz towarzyski       |
| 24.                   | 17 października 1973  | Londyn                | Anglia                | 1:1 (0:0)             | El. MŚ 1974           |
| 25.                   | 21 października 1973  | Dublin                | Irlandia              | 1:0 (1:0)             | Mecz towarzyski       |
| 26.                   | 15 czerwca 1974       | Stuttgart             | Argentyna             | 3:2 (2:0)             | MŚ 1974               |
| 27.                   | 19 czerwca 1974       | Monachium             | Haiti                 | 7:0 (5:0)             | MŚ 1974               |
| 28.                   | 23 czerwca 1974       | Stuttgart             | Włochy                | 2:1 (2:0)             | MŚ 1974               |
| 29.                   | 26 czerwca 1974       | Stuttgart             | Szwecja               | 1:0 (1:0)             | MŚ 1974               |
| 30.                   | 30 czerwca 1974       | Frankfurt nad Menem   | Jugosławia            | 2:1 (1:1)             | MŚ 1974               |
| 31.                   | 3 lipca 1974          | Frankfurt nad Menem   | RFN                   | 1:0 (0:0)             | MŚ 1974               |
| 32.                   | 6 lipca 1974          | Monachium             | Brazylia              | 1:0 (0:0)             | MŚ 1974               |
| 33.                   | 1 września 1974       | Helsinki              | Finlandia             | 1:2 (1:1)             | El. Euro 1976         |
| 34.                   | 4 września 1974       | Warszawa              | NRD                   | 1:3 (1:2)             | Mecz towarzyski       |
| 35.                   | 7 września 1974       | Wrocław               | Francja               | 0:2 (0:2)             | Mecz towarzyski       |
| 36.                   | 10 października 1974  | Poznań                | Finlandia             | 3:0 (2:0)             | El. Euro 1976         |
| 37.                   | 13 listopada 1974     | Praga                 | Czechosłowacja        | 2:2 (0:1)             | Mecz towarzyski       |
| 38.                   | 26 marca 1975         | Poznań                | Stany Zjednoczone     | 7:0 (4:0)             | Mecz towarzyski       |
| 39.                   | 19 kwietnia 1975      | Rzym                  | Włochy                | 0:0 (0:0)             | El. Euro 1976         |
| 40.                   | 28 maja 1975          | Halle (Saale)         | NRD                   | 1:2 (0:0)             | Mecz towarzyski       |
| 41.                   | 26 czerwca 1975       | Seattle               | Stany Zjednoczone     | 0:4 (0:2)             | Mecz towarzyski       |
| 42.                   | 6 lipca 1975          | Montreal              | Kanada                | 1:8 (0:2)             | Mecz towarzyski       |
| 43.                   | 9 lipca 1975          | Toronto               | Kanada                | 1:4 (1:4)             | Mecz towarzyski       |
| 44.                   | 10 września 1975      | Chorzów               | Holandia              | 4:1 (2:0)             | El. Euro 1976         |
| 45.                   | 8 października 1975   | Łódź                  | Węgry                 | 4:2 (3:1)             | Mecz towarzyski       |
| 46.                   | 15 października 1975  | Amsterdam             | Węgry                 | 3:0 (1:0)             | El. Euro 1976         |
| 47.                   | 26 października 1975  | Warszawa              | Włochy                | 0:0 (0:0)             | El. Euro 1976         |
| 48.                   | 24 marca 1976         | Chorzów               | Argentyna             | 1:2 (0:0)             | Mecz towarzyski       |
| 49.                   | 24 kwietnia 1976      | Lens                  | Francja               | 2:0 (1:0)             | Mecz towarzyski       |
| 50.                   | 6 maja 1976           | Ateny                 | Grecja                | 1:0 (1:0)             | Mecz towarzyski       |
| 51.                   | 11 maja 1976          | Bazylea               | Szwajcaria            | 2:1 (1:0)             | Mecz towarzyski       |
| 52.                   | 18 lipca 1976         | Montreal              | Kuba                  | 0:0 (0:0)             | LIO 1976              |
| 53.                   | 22 lipca 1976         | Montreal              | Iran                  | 3:2 (0:1)             | LIO 1976              |
| 54.                   | 25 lipca 1976         | Montreal              | Korea Północna        | 5:0 (1:0)             | LIO 1976              |
| 55.                   | 31 lipca 1976         | Montreal              | NRD                   | 1:3 (0:2)             | LIO 1976              |
| 56.                   | 12 czerwca 1977       | La Paz                | Boliwia               | 1:2 (1:1)             | Mecz towarzyski       |
| 57.                   | 12 listopada 1977     | Wrocław               | Szwecja               | 2:1 (1:1)             | Mecz towarzyski       |
| 58.                   | 22 marca 1978         | Luksemburg            | Luksemburg            | 1:3 (0:2)             | Mecz towarzyski       |
| 59.                   | 5 kwietnia 1978       | Poznań                | Grecja                | 5:2 (4:0)             | Mecz towarzyski       |
| 60.                   | 22 kwietnia 1978      | Łódź                  | Irlandia              | 3:0 (0:0)             | Mecz towarzyski       |
| 61.                   | 26 kwietnia 1978      | Warszawa              | Bułgaria              | 1:0 (0:0)             | Mecz towarzyski       |
| 62.                   | 1 czerwca 1978        | Buenos Aires          | RFN                   | 0:0 (0:0)             | MŚ 1978               |
| 63.                   | 6 czerwca 1978        | Rosario               | Tunezja               | 1:0 (1:0)             | MŚ 1978               |
| 64.                   | 10 czerwca 1978       | Rosario               | Meksyk                | 3:1 (1:0)             | MŚ 1978               |
| 65.                   | 14 czerwca 1978       | Rosario               | Argentyna             | 2:0 (1:0)             | MŚ 1978               |
| 66.                   | 18 czerwca 1978       | Mendoza               | Peru                  | 1:0 (0:0)             | MŚ 1978               |
| 67.                   | 21 czerwca 1978       | Mendoza               | Brazylia              | 1:3 (1:1)             | MŚ 1978               |
| 68.                   | 30 sierpnia1978       | Helsinki              | Finlandia             | 0:1 (0:0)             | Mecz towarzyski       |
| 69.                   | 6 września 1978       | Reykjavík             | Islandia              | 0:2 (0:1)             | El. Euro 1980         |
| 70.                   | 11 października 1978  | Bukareszt             | Rumunia               | 1:3 (1:1)             | Mecz towarzyski       |
| 71.                   | 15 listopada 1978     | Wrocław               | Szwajcaria            | 2:0 (1:0)             | El. Euro 1980         |
| 72.                   | 8 lutego 1979         | Tunis                 | Tunezja               | 0:2 (0:0)             | Mecz towarzyski       |
| 73.                   | 4 kwietnia 1979       | Chorzów               | Węgry                 | 1:1 (0:0)             | Mecz towarzyski       |
| 74.                   | 18 kwietnia 1979      | Lipsk                 | NRD                   | 2:1 (0:1)             | El. Euro 1980         |
| 75.                   | 2 maja 1979           | Chorzów               | Holandia              | 2:0 (1:0)             | El. Euro 1980         |
| 76.                   | 12 września 1979      | Lozanna               | Szwajcaria            | 0:2 (0:1)             | El. Euro 1980         |
| 77.                   | 26 września 1979      | Chorzów               | NRD                   | 1:1 (0:0)             | El. Euro 1980         |
| 78.                   | 10 października 1979  | Kraków                | Islandia              | 2:0 (0:0)             | El. Euro 1980         |
| 79.                   | 17 października 1979  | Amsterdam             | Holandia              | 1:1 (0:1)             | El. Euro 1980         |
| 80.                   | 28 czerwca 1980       | São Paulo             | Brazylia              | 1:1 (0:1)             | Mecz towarzyski       |
| 81.                   | 2 lipca 1980          | Santa Cruz            | Boliwia               | 0:1 (0:0)             | Mecz towarzyski       |
| 82.                   | 9 lipca 1980          | Bogota                | Kolumbia              | 1:4 (0:4)             | Mecz towarzyski       |

## Sukcesy
Wisła Kraków
- Mistrzostwo Polski: 1978
- 3. miejsce w ekstraklasie: 1976
- Wygrana grupa w Pucharze Intertoto: 1969, 1970, 1973

Club Brugge
- Finał Pucharu Belgii: 1983

Reprezentacyjne
- 3. miejsce mistrzostw świata: 1974
- Mistrzostwo olimpijskie: 1972
- Wicemistrzostwo olimpijskie: 1976

## Odznaczenia i wyróżnienia
- Krzyż Kawalerski Orderu Odrodzenia Polski[1]
- Złoty Krzyż Zasługi (1972)[4]
- Złoty Medal za Wybitne Osiągnięcia Sportowe
- Srebrny Medal za Wybitne Osiągnięcia Sportowe
- Brązowy Medal za Wybitne Osiągnięcia Sportowe
- Piłkarz Roku i Złoty But w plebiscycie katowickiego „Sportu” (1975)
- Zaliczony do jedenastki stulecia PZPN na pozycji lewego obrońcy (2019)[5]